# 结节黑耳
结节黑耳（学名：Exidia nucleata）是属于银耳目银耳科黑耳属的一种真菌，群生、散生于阔叶林中的阔叶树朽枝上。该种分布于中国、巴西、巴基斯坦、巴拿马、古巴、危地马拉、哥斯达黎加、玻利维亚、美国、奥地利、墨西哥等地。